# Hylaeosaurus
Hylaeosaurus (Hylaeosaurus armatus, do latim "réptil das florestas") foi um dos três gêneros de dinossauro que Richard Owen utilizou para definir o grupo dinosauria. O primeiro exemplar foi descoberto em 1832 por Gideon Mantell no sul de Inglaterra.
O Hylaeosaurus viveu durante o Cretáceo Inferior e media entre 3 e 6 metros de comprimento. Possuía uma carapaça recoberta de espinhos que atuavam na defesa contra os predadores, alimentava-se basicamente de pteridófitas, como as samambaias, por exemplo.